# Leatherhead FC
Leatherhead FC is een voetbalclub uit Engeland, die in 1907 is opgericht en afkomstig is uit Leatherhead. De club speelt anno 2020 in de Isthmian Football League.

## Erelijst
- Isthmian League Division Two (1) : 1996-1997
- Corinthian League (1) : 1962-1963
- Surrey Senior League (4) : 1946-1947, 1947-1948, 1948-1949, 1949-1950
- Surrey Junior League (1) : 1933-1934
- Kingston en District League (1) : 1938-1939
- Sutton and District League Division One (1) : 1925–26
- Dorking and District League (2) : 1909–10, 1919–20
- Isthmian League Cup : (1) : 2009/10
- Isthmian League Charity Shield (2) : 2010–11, 2011–12
- Surrey Senior Cup (1) : 1968–69
- Surrey Senior Shield (1) : 1968–69
- Surrey Intermediate Cup (1) : 1968–69

## Bekende (oud-)spelers
- Robert Cullen
- Justin Fashanu
- Deren Ibrahim

## Records
- Hoogste Competitie positie bereikt : 3e plaats in Isthmian League, 1972-1973
- Beste FA Cup prestatie : 4e ronde, 1974-1975
- Beste FA Amateur Cup prestatie : Halve Finale, 1970-1971 & 1973-1974
- Beste FA Trophy prestatie : Finale, 1977-1978
- Beste FA Vase prestatie : 2e ronde, 1994-1995
- Meeste toeschouwers in een wedstrijd : 5,500 tegen Wimbledon, 1976
- Grootste overwinning : 13-1 tegen Leyland motors in Surrey Senior League. 1946-1947
- Grootste verlies : 1-11 tegen Barking in Isthmian League. 1982-1983
- Speler met meeste wedstrijden : P Caswell, 200 wedstrijden